# Murányhuta
Murányhuta (szlovákul: Muránska Huta) község Szlovákiában, a Besztercebányai kerületben, a Nagyrőcei járásban.

## Fekvése
Nagyrőcétől 6 km-re északkeletre, a Szlovák-érchegység keleti részén, a Hutnianska-patak völgyében, 703 m magasan fekszik.

## Története
A mai település helyén 1652 és 1670 között üveghuta működött, a murányi uradalomhoz tartozott. Első írásos említése 1691-ből származik. 1715-ben 15 ember dolgozott itt.
A 18. század végén Vályi András így ír róla: „HUTA. Tót falu Gömör Várm. földes Ura G. Kohári Uraság, lakosai katolikusok, határja hegyes, és középszerű, fája sok van, vagyonnyai meglehetősek.”
1828-ban a falu 75 házát 622-en lakták, akik főként erdei munkákból éltek.
A 19. század közepén Fényes Elek leírásában: „Hutta, tót falu, Gömör és Kis-Honth egyesült vmegyékben, Murányhoz északra 1 1/2 órányira: 622 kath. lak., sovány határa zabot, burgonyát, kevés rozsot terem; erdeje derék; vendégfogadója, és a helység felett egy 250 lépésnyi hosszú barlangja van. F. u. h. Coburg.”
Borovszky Samu monográfiasorozatának Gömör-Kishont vármegyét tárgyaló része szerint: „Murányhuta, a javorinai völgyben fekvő tót kisközség, 69 házzal és 374, nagyobb részben róm. kath. vallású lakossal. Újabb telepítvény s a Coburg herczegi család bírja. Nevét hajdani üveghutájától vette. Lakosai nagyrészt ablakosok és üvegesek voltak, a kik árúikkal az egész országot bejárták és most is sokan űzik ezt az ipart. A helység fölött nagyobb barlang van. Róm. kath. temploma 1810-ben épült. A község postája, távírója és vasúti állomása Murány.”
A trianoni diktátumig Gömör-Kishont vármegye Nagyrőcei járásához tartozott.

## Népessége
| Év:            | 1994. | 2004.    | 2014.   | 2024.    |
| -------------- | ----- | -------- | ------- | -------- |
| Emberek száma: | 128   | 209      | 194     | 172      |
| Eltérés:       |       | +63,28 % | -7,17 % | -11,34 % |

| Év:            | 2023. | 2024.   |
| -------------- | ----- | ------- |
| Emberek száma: | 173   | 172     |
| Eltérés:       |       | -0,57 % |

1910-ben 353, túlnyomórészt szlovák lakosa volt.
2001-ben 212 lakosából 201 szlovák volt.
2011-ben 198 lakosából 147 szlovák.

## Nevezetességei
- A Szent Őrangyalok tiszteletére szentelt, római katolikus temploma 1831-ben épült.
- A falu határában, a Predná Hora nevű magaslaton Coburg Ferdinánd bolgár cár által a 20. században építtetett neobarokk kastély áll. Ma szanatórium működik benne.

## Külső hivatkozások
- A Wikimédia Commons tartalmaz Murányhuta témájú kategóriát.
- A község a kistérség honlapján.
- Fotóalbum
- Községinfó
- Murányhuta Szlovákia térképén
- A község a Gömör-Kishonti régió honlapján
- E-obce.sk Archiválva 2008. január 16-i dátummal a Wayback Machine-ben